# Verteidigung einer Sabinerin (Düren)

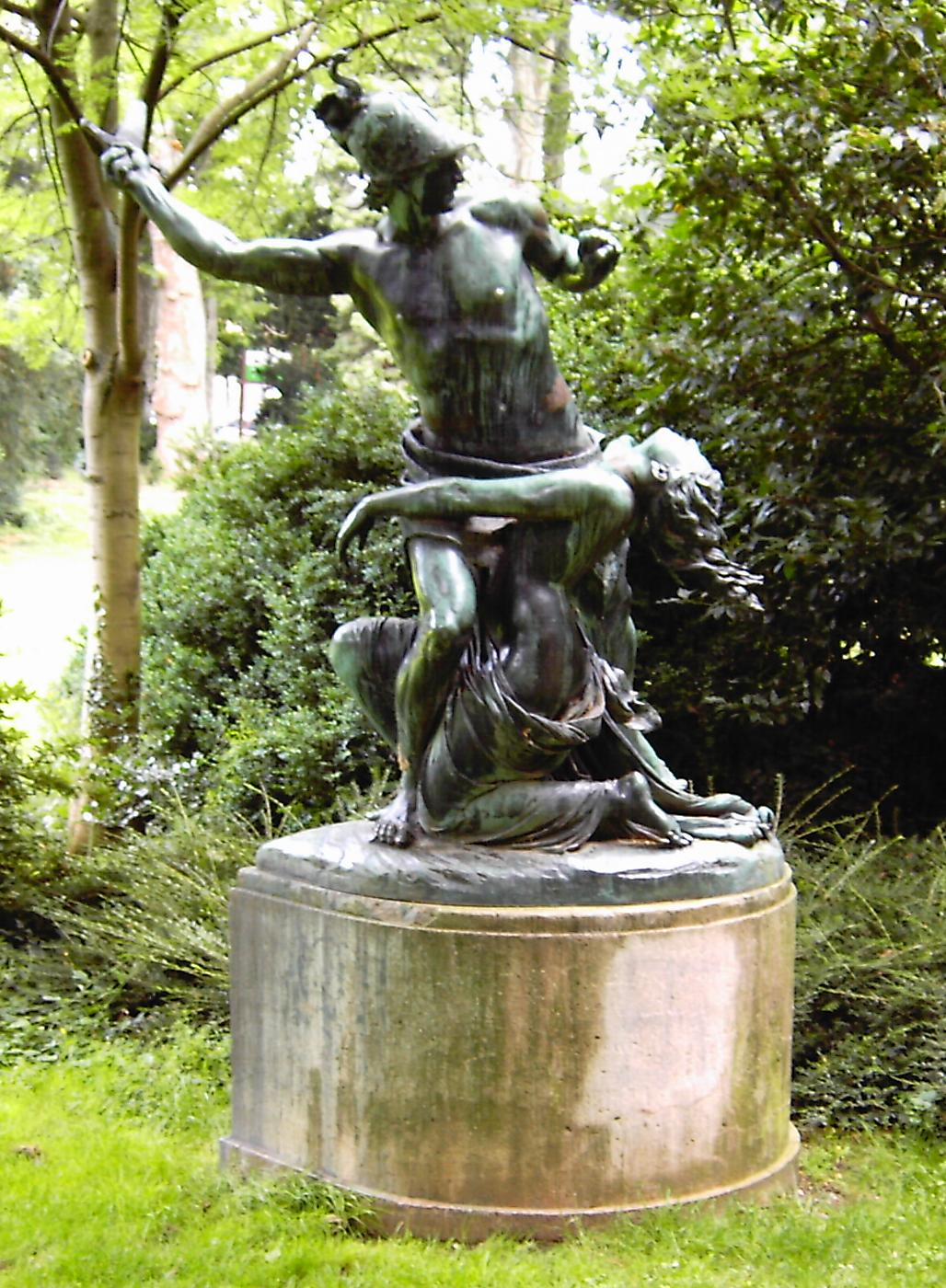
Das Denkmal im Dürener Stadtpark

Die Verteidigung einer Sabinerin ist eine Plastik des Berliner Bildhauers Joseph Uphues. Er schuf die Figur 1886 als überlebensgroße Bronzegruppe im neobarocken Stil. Sie rezipiert und interpretiert die Gruppe Raub der Sabinerin von Reinhold Begas, dessen Schüler Uphues war.
Das Motiv vom Raub der Sabinerinnen stammt aus der Sage um Romulus und Remus.
Die Skulptur wurde von dem Dürener Philipp Schoeller, Sohn von Leopold Schoeller und Leiter der Anker-Teppichboden-Fabrik, für seinen Garten erworben. Heute befindet sie sich im Dürener Stadtpark und steht unter Denkmalschutz.
Im Mai 2020 scheiterte ein Versuch, die Skulptur zu stehlen.